# アンドレア・ガスバッローニ
アンドレア・ガスバッローニ（Andrea Gasbarroni, 1981年8月6日 - )は、イタリア・トリノ出身のサッカー選手。ポジションはフォワード、ミッドフィルダー。

## 経歴

### クラブ
ユヴェントスFCのユース出身であるがトップチーム定着は出来ず、UCサンプドリア、パレルモなどへ移籍を繰り返す。2006-2007シーズンにレンタル移籍したパルマFCでは活躍が認められ、翌シーズンには完全移籍。パルマ降格後、2008年夏にジェノアCFCへ移籍し、シーズン途中にトリノFCへ移籍した。

### 代表
U-21イタリア代表として出場した2004年のアテネオリンピックでは、銅メダルを獲得した。

## 所属クラブ
- ユヴェントスFC 2000-2002

→  ASヴァレーゼ 2001-2002（レンタル移籍）
- UCサンプドリア 2002-2003
- USチッタ・ディ・パレルモ 2003-2006

→ UCサンプドリア 2005-2006（レンタル移籍）
- ユヴェントスFC 2006-2007

→ パルマFC 2006-2007（レンタル移籍）
- パルマFC 2007-2008
- ジェノアCFC 2008-2009
- トリノFC 2009-2012
- SSDモンツァ1912 2012-2015
- ASジャナ・エルミニオ 2015-2016
- FCDピネローロ 2016-2017
- ACブラ 2017-2018